# Arthrorhaphidaceae
Arthrorhaphidaceae is een botanische naam voor een monotypische familie van korstmossen behorend tot de klasse Lecanoromycetes. Het bevat alleen het geslacht Arthrorhaphis.